# I Had a Good Time
«I Had a Good Time» —en español: «Tuve un buen momento»— es una canción de la banda estadounidense de rock Boston.  Fue compuesta por Tom Scholz, líder y guitarrista del grupo. Fue publicada originalmente como la primera melodía del álbum Corporate America en 2002.

## Publicación y recepción
El tema fue lanzado como sencillo promocional en formato de disco compacto por Artemis Records en 2002.  Solamente incluía esta canción en el CD. Esta pista no entró en las listas del Billboard.
Como dato curioso, en la portada del sencillo se menciona que la canción es una versión «edición de radio», sin embargo, dicha versión tiene la misma duración que la publicada en el álbum.

## Lista de canciones
| Sencillo |                     |              |          |  |
| N.º      | Título              | Escritor(es) | Duración |  |
| 1.       | «I Had a Good Time» | Tom Scholz   | 4:15     |  |

## Créditos
- Brad Delp — voz
- Tom Scholz — guitarra, bajo, batería y teclados
- Fran Cosmo — voz
- Gary Pihl — guitarra
- David Sikes — bajo
- Curly Smith — batería